# Théorème de Cauchy-Hadamard
En mathématiques, le théorème de Cauchy–Hadamard est un résultat d'analyse complexe qui décrit le rayon de convergence d'une série entière. Il a été publié en 1821 par Cauchy mais est resté relativement méconnu jusqu'à sa redécouverte par Hadamard, qui le publia une première fois en 1888 puis l'inclut, en 1892, dans sa thèse.

## Cas d'une seule variable complexe
Le rayon de convergence R d'une série entière à coefficients complexes
{\displaystyle \sum _{n=0}^{\infty }a_{n}z^{n}}
est donné par :
{\displaystyle {\frac {1}{R}}=\limsup _{n\to \infty }|a_{n}|^{1/n}},
où lim sup désigne la limite supérieure.
En particulier, si la suite (|an|1/n) est non bornée alors R = 0 – c'est-à-dire que la série diverge partout ailleurs qu'en 0 – et si cette suite converge vers 0 alors R = +∞ – c'est-à-dire que la série converge sur le plan complexe tout entier.

## Cas de plusieurs variables complexes
Si α est un multi-indice, c'est-à-dire un n-uplet d'entiers naturels, notons |α| = α1 + … + αn. Alors, pour la série entière multidimensionnelle
D(0, ρ) (où ρ est un n-uplet de rayons) est un polydisque maximal de convergence si et seulement si :